# Lebreil
Lebreil är en kommun i departementet Lot i regionen Occitanien i södra Frankrike. Kommunen ligger i kantonen Montcuq som tillhör arrondissementet Cahors. År 2018 hade Lebreil 160 invånare.

## Befolkningsutveckling
Antalet invånare i kommunen Lebreil
| Referens: INSEE |